# Spelios Constantine
Spelios „Sam“ Constantine (* 15. September 1924 in New York City; † 31. August 2010 in Kornwestheim) war ein US-amerikanischer Opernsänger (Bass).

## Leben
Spelios „Sam“ Constantine wurde als Sohn griechischer Eltern geboren und wuchs in bescheidener, aber musikalischer Umgebung auf. Als 20-Jähriger beschloss er, in der US-amerikanischen Armee zu dienen, und war bei der ersten Welle der Invasionstruppen in der Normandie in vorderster Linie dabei. Nach dem Krieg blieb er als Soldat einige Jahre in Europa, zunächst in Biarritz, wo er an der Biarritz-American-University ersten Gesangsunterricht erhielt. Nach Stationen in Deutschland (Ostdeutschland und Heidelberg) zog es ihn in die USA zurück.
Er begann 1951 eine Gesangsausbildung am Julius Hartt College of Music bei René Maison und später Martial Singher, wo er 1953 mit „cum laude“ noch in der Stimmlage als Bariton abschloss. Bereits 1952 war er beim Berkshire Music Festival in Tanglewood (Massachusetts) als Solist zu Gast. In den Jahren 1957 bis 1959 studierte er an der Academy of Vocal Arts in Philadelphia bei Hunter Kimball und Sidney Dietch sowie bei Leopold Sachse (Szene). Er wechselt in das lyrische Bassfach.
1957 sang er an der Santa Fe Opera Don Alfonso und Osmin. 1959 sang er an der New York City Opera den Benoit in La Bohème und nahm am Gesangswettbewerb der Metropolitan Opera im März teil, den er mit der Arie Als Büblein klein aus Nicolais Oper Die lustigen Weiber von Windsor gewann. Der Auftritt bei der Matinee an der Metropolitan Opera folgte am 20. März 1959. Durch Vermittlung des Schirmherrn Erich Leinsdorf erhielt er in der Folge kleine Rollen an verschiedenen Opernhäusern, zum Beispiel im November 1959 als Fiorello und Sergeant im Barbiere di Siviglia und als Wachhauptmann in Medea an der Seite von Maria Callas und Jon Vickers an der Dallas Opera.
1962 erhielt er das Rockefeller-Stipendium und wurde von der Agentur Columbia Artists unter Vertrag genommen. In der Folge siedelte er nach Europa über. Er debütierte in Europa in Oberhausen mit der Rolle des Mephisto in Gounods Oper Margarethe. Danach wechselte er an die Württembergischen Staatstheater in Stuttgart, wo er den u. a. den Don Alfonso (Cosi fan Tutte) und viele kleine Partien sang. Seit 1982 unterrichtete er in Stuttgart und Ulm und von 1983 bis 1987 an der Kornwestheimer Musikschule.
Auftritte führten ihn an u. a. an die Chautauqua Opera, an die New Orleans Opera, an die Philadelphia Lyric Opera Company, zum Buffalo Philharmonic Orchestra, an die San Antonio Opera, die Städtischen Bühnen Oberhausen und an die Württembergische Staatsoper Stuttgart.
Er sang u. a. unter den Dirigenten Renato Cellini, Josef Krips, Fritz Mahler, Max Rudolf und Julius Rudel. Er stand auf der Bühne mit Maria Callas, Dorothy Kirsten, Eileen Farrell, Roberta Peters, Teresa Stratas, Licia Albanese, Giuseppe Campora, Albert da Costa, Jon Vickers, Eugene Tobin, Sebastian Feiersinger, Igor Gorin, George London, Alexander de Sved, Gustav Neidlinger, Gottlob Frick, Nicola Zaccaria oder Nicola Moscona. Die Regisseure Armando Agnini, Leopold Sachse, Wieland Wagner, Günther Rennert, Boris Goldovsky, Elmer Nagy und vor allem Franco Zeffirelli prägten sein Spiel.
Constantine war seit 1960 verheiratet mit der Opernsängerin Hildegard Wagner-Constantine.

## Opern- und Musicalrollen (Auswahl)
- Mozart, Don Giovanni: Leporello Württemberg. Staatstheater Stuttgart; Figaros Hochzeit: Figaro; Cosi fan tutte: Don Alfonso Santa Fe Opera; Die Entführung aus dem Serail: Osmin (Santa Fe Opera)
- Wagner Die Walküre; Hunding konzertant Dallas Opera mit Eileen Farrel, Tristan und Isolde: König Marke
- Verdi Don Carlos: Philip; Aida: Ramphis; Der Troubadour: Ferrando, Un Ballo in Maschera: Tom, Sam Württembergische Staatstheater Stuttgart u. a. mit Sandor de Sved als Renato
- Gounod Faust:  Mephisto am Theater der Stadt Oberhausen
- Saint-Saens Samson und Dalilah : Alter Hebräer
- Donizetti Lucia di Lammermoor: Raimondo; Don Pasquale: Titelrolle
- Rossini Der Barbier von Sevilla: Basilio Santa Fe Opera
- Cherubini, Medea: Creonte Dallas Opera mit Maria Callas
- Lortzing Zar und Zimmermann: Syndham am Württembergischen Staatstheater Stuttgart
- Bock/Harnick Anatevka: Tewje in Stuttgart
- Rogders/Hammerstein: Oklahoma in Stuttgart

## Diskografie
Eine Aufnahme von Händels Messias aus dem Jahr 1960 von der Hartford University unter Fritz Mahler wurde auf LP veröffentlicht. Privataufnahmen von Liederabenden und Opernarien liegen vor, sind aber bisher nicht veröffentlicht.